# Фокинский район (Пермская область)
Фокинский район — бывшая административно-территориальная единица в Уральской (в 1924—1934 гг.), Свердловской (в 1934—1938 гг.) и Пермской (Молотовской) областях (в 1938—1963 гг.) в составе РСФСР в СССР. 
Административный центр — село Фоки. 

## Население
| 1926   | 1934    | 1939    | 1959    |
| ------ | ------- | ------- | ------- |
| 25 932 | ↘21 700 | ↗25 259 | ↗43 008 |

Численность населения района по данным переписи населения 1926 года составляла 25932 человека, в том числе русские — 99,8 %, цыгане, башкиры и другие. Городское население на заводе Михайловский — 651 человек (2,5 %).
В 1934 году в районе проживали 21,7 тыс. жителей, в том числе городское — 0,5 тыс.. 
В 1939 году район населяли 25 259 человек (всё — сельское)
Население района в 1959 году составляло 43 008 человек, в том числе городское в рабочем посёлке Чайковский — 12 752 человека (29,7 %).

## История
Фокинский район был образован 27 февраля 1924 года в составе Сарапульского округа Уральской области РСФСР. В район вошли Букор-Юрковской, Сайгатской, Александровской, Камбарской (частично), Альняшинской (частично), Ершовской (частично) волости Осинского уезда Пермской губернии.
По состоянию на 1926 год Фокинский район имел площадь в 1600 км² и в него входили 108 населённых пунктов, в том числе 1 посёлок городского типа (завод) и 107 сельских населённых пунктов, которые объединялись в 12 сельских советов.
| №         | Наименование                 | Административный центр | Количество населённых пунктов | в т.ч. городских населённых пунктов | Население по переписи 1926 года (чел.) | в т.ч. городское население по переписи 1926 года (чел.) | Городские населённые пункты |
| --------- | ---------------------------- | ---------------------- | ----------------------------- | ----------------------------------- | -------------------------------------- | ------------------------------------------------------- | --------------------------- |
| 1         | Букорский сельсовет          | д. Большой Букор       | 12                            | 0                                   | 2026                                   | 0                                                       |                             |
| 2         | Дряхловский сельсовет        | д. Дряхлы              | 9                             | 0                                   | 2065                                   | 0                                                       |                             |
| 3         | Заводомихайловский сельсовет | б. зав. Михайловский   | 9                             | 1                                   | 2523                                   | 651                                                     | б.завод Михайловский (651)  |
| 4         | Зипуновский сельсовет        | д. Зипуново            | 8                             | 0                                   | 1845                                   | 0                                                       |                             |
| 5         | Кемульский сельсовет         | с. Кемуль              | 7                             | 0                                   | 1288                                   | 0                                                       |                             |
| 6         | Лысковский сельсовет         | д. Лысково             | 9                             | 0                                   | 2408                                   | 0                                                       |                             |
| 7         | Маракушинский сельсовет      | д. Маракуши            | 10                            | 0                                   | 2084                                   | 0                                                       |                             |
| 8         | Михайловский сельсовет       | д. Михайловка          | 9                             | 0                                   | 2546                                   | 0                                                       |                             |
| 9         | Сайгатский сельсовет         | с. Сайгатка            | 11                            | 0                                   | 2692                                   | 0                                                       |                             |
| 10        | Сосновский сельсовет         | д. Сосново             | 7                             | 0                                   | 1605                                   | 0                                                       |                             |
| 11        | Степановский сельсовет       | с. Степаново           | 7                             | 0                                   | 1997                                   | 0                                                       |                             |
| 12        | Фокинский сельсовет          | с. Фоки                | 10                            | 0                                   | 2853                                   | 0                                                       |                             |
| 12.000001 | итого                        |                        | 108                           | 1                                   | 25932                                  | 651                                                     |                             |

В 1934 году район стал частью Свердловской области, а 3 октября 1938 года — частью Пермской (Молотовской) области. 
По состоянию на начало 1941 года Фокинский район площадью 1800 км² включал 14 сельсоветов.
По состоянию на начало 1947 года Фокинский район площадью 2000 км² также включал 14 сельсоветов.
Постановлением бюро РК КПСС и Фокинского райисполкома, 10 января 1958 года местные власти инициировали перенос районного центра в рабочий посёлок Чайковский, однако облисполком ответил отказом ввиду отсутствия денежных средств на новые административные здания.
18 января 1962 года Указом Президиума Верховного Совета РСФСР, рабочий посёлок Чайковский преобразован в город районного подчинения, при этом Фокинский район переименован в Чайковский район, административный центр которого был перенесён из села Фоки в этот новый город. В 1963 году район был упразднён и стал частью укрупнённого Куединского сельского района, а город Чайковский отнесён к категории городов областного подчинения. В 1964 году Чайковский район был восстановлен, при этом город Чайковский не входил в него вплоть до окончательного упразднения района в 1994 году.